# 许世辉
许世辉（1958年—），福建惠安人，汉族，中华人民共和国政治人物、第十二届全国人民代表大会福建地区代表。

## 生平
1989年，创办了福建达利食品有限公司，现为达利公司董事长。2008年起担任全国人大代表。2013年，担任全国人大代表。